# کوپال مشکوة
کوپال مشکوة (زاده ۱۳۳۱، کرمان) کارگردان، فیلمنامه‌نویس و عکاس ایرانی است.

## زندگی‌نامه
کوپال مشکوة در سال ۱۳۳۱ در کرمان متولد شد. از سال ۱۳۵۳ به فعالیت در سینمای آماتور مشغول شد. او فعالیت در سینمای حرفه‌ای را از سال ۱۳۶۰ با دستیاری کارگردان در فیلم «کرکس‌ها می‌میرند» آغاز و در سال ۱۳۶۴ به کانادا مهاجرت کرد. وی فرزند هادی مشکوة (تهیه‌کننده) می‌باشد.

## فیلمشناسی

### کارگردان
- ۱ -  پیراک (۱۳۶۳)
- ۲ -  سیاه راه (۱۳۶۳)
- ۳ -  بازداشتگاه (۱۳۶۲)
- ۴ -  فرمان (۱۳۶۰)

### نویسنده
- ۱ -  لانه عقابها (۱۳۷۸)
- ۲ -  پیراک (۱۳۶۳)
- ۳ -  بازداشتگاه (۱۳۶۲)

### عکس
- ۱ -  فرار از بند (۱۳۵۷)
- ۲ -  مبارزی در نیمه راه/شب بازیگران (۱۳۵۷)
- ۳ -  دو کله شق (۱۳۵۶)
- ۴ -  نان و نمک (۱۳۵۶)
- ۵ -  بابا گلی به جمالت (۱۳۵۵)
- ۶ -  بی نشان (۱۳۵۵)
- ۷ -  جایزه (۱۳۵۵)
- ۸ -  سرایدار (۱۳۵۵)
- ۹ -  هیولا (۱۳۵۵)
- ۱۰ -  والده آقا مصطفی (۱۳۵۵)
- ۱۱ -  بوف کور (۱۳۵۴)
- ۱۲ -  پلنگ در شب (۱۳۵۴)
- ۱۳ -  جنجال (۱۳۵۴)
- ۱۴ -  دفاع از ناموس (۱۳۵۴)
- ۱۵ -  سارق (۱۳۵۴)
- ۱۶ -  آب (۱۳۵۳)
- ۱۷ -  آقا مهدی وارد می‌شود (۱۳۵۳)
- ۱۸ -  پری خوشگله (۱۳۵۳)
- ۱۹ -  جوانمرد (۱۳۵۳)
- ۲۰ -  جوجه فکلی (۱۳۵۳)
- ۲۱ -  عروس پابرهنه (۱۳۵۳)
- ۲۲ -  گروگان (۱۳۵۳)
- ۲۳ -  گلنسا در پاریس (۱۳۵۳)
- ۲۴ -  میرم بابا بخرم (۱۳۵۳)
- ۲۵ -  یاور (۱۳۵۳)
- ۲۶ -  آقای جاهل (۱۳۵۲)
- ۲۷ -  بیقرار (۱۳۵۲)
- ۲۸ -  جنوبی (۱۳۵۲)
- ۲۹ -  در آخرین لحظه (۱۳۵۲)
- ۳۰ -  دل خودش می خواد (۱۳۵۲)
- ۳۱ -  هلوی پوست کنده (۱۳۵۲)
- ۳۲ -  رنگین کمان (۱۳۵۰)

### چاپ
۱ -  برای که قلب‌ها می‌تپد (۱۳۵۰)